# Armactica
Armactica is een geslacht van vlinders van de familie visstaartjes (Nolidae), uit de onderfamilie Chloephorinae.

## Soorten
- A. andreusi Hampson, 1912
- A. columbina Walker, 1865
- A. conchidia Butler, 1886
- A. endoleuca Hampson, 1912